# Heteropogon contortus
Heteropogon contortus hay cỏ pili, dị thảo văn, cỏ khác râu, cỏ đồng hồ, là một loài thực vật có hoa trong họ Hòa thảo. Loài này được (L.) P.Beauv. ex Roem. & Schult. mô tả khoa học đầu tiên năm 1817.
Đây là một loại cỏ lâu năm, vùng nhiệt đới, thuộc họ Hòa thảo. Cỏ  phân bố ở Nam Phi, Nam Á, Bắc Úc, Châu Đại Dương và tây nam Bắc Mỹ. Heteropogon contortus cũng là một loại cỏ dại tự nhiên ở các vùng nhiệt đới và cận nhiệt đới ở châu Mỹ và Đông Á. Cây cao đến 1,5 mét (4,9 ft), có khả năng thích nghi khi đốt cháy. Hạt cỏ sẫm màu, có thân hạt dài ở một đầu và một cành nhọn ở đầu hạt phía bên kia. Thân hạt cỏ xoắn lại khi khô và duỗi thẳng khi gặp ẩm, và phối hợp với cành nhọn ở đầu hạt phía bên kia để "khoan" hạt giống vào lòng đất.
Tên của cỏ pili bắt nguồn từ tiếng Hy Lạp, trong đó "heteros" mang nghĩa "khác biệt". Còn "pogon" nghĩa là "râu"; "contortus" có thể được hiểu là "xoắn", "rối". Trong tiếng Hawaii, pili có nghĩa là "dính chặt", nhằm mô tả cách thức phát tán hạt giống của nó ở môi trường tự nhiên. Người Hawaii dùng cỏ pili để lợp mái nhà tranh.

## Hình ảnh

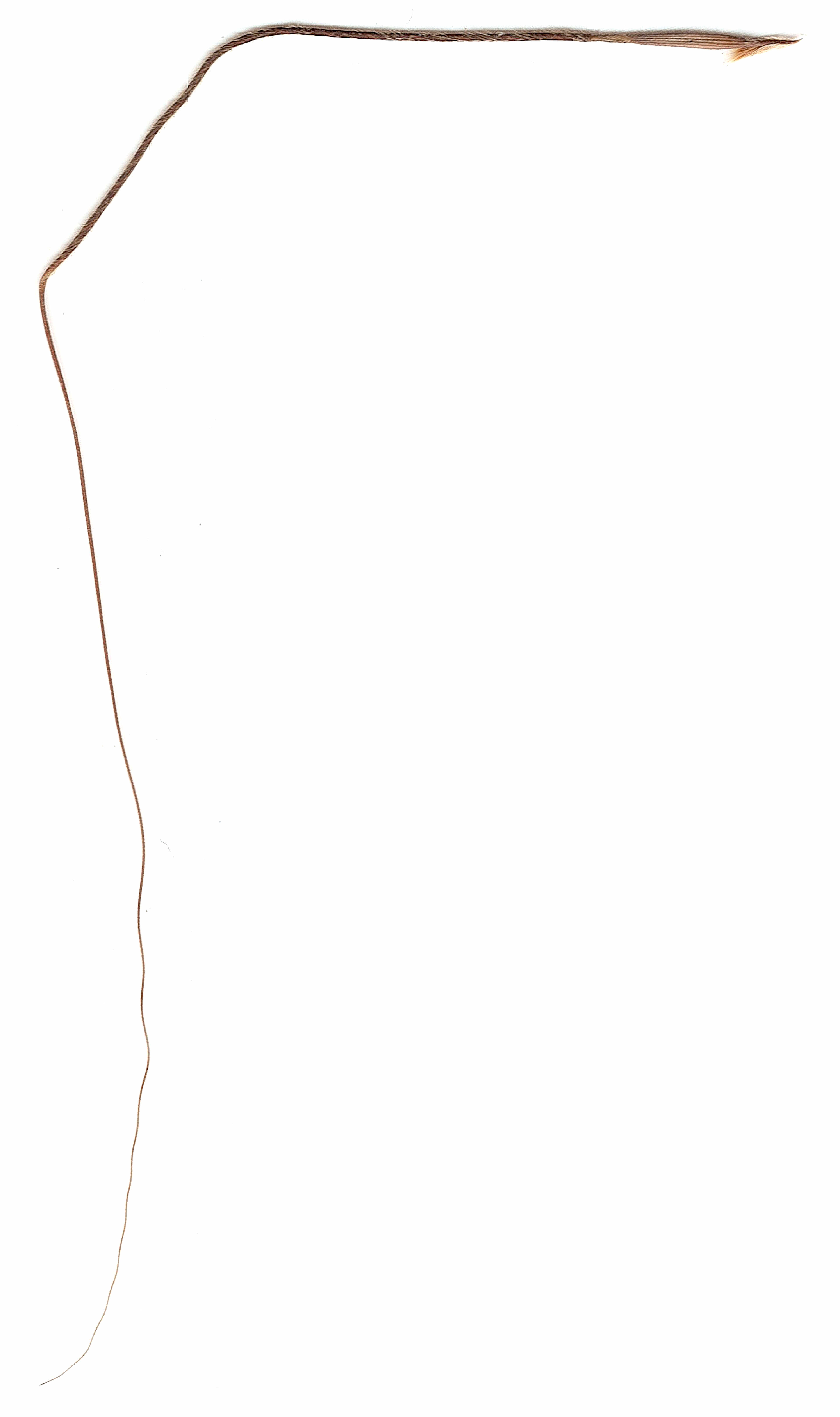
Thân hạt giống "vặn vẹo" khi gặp môi trường độ ẩm cao
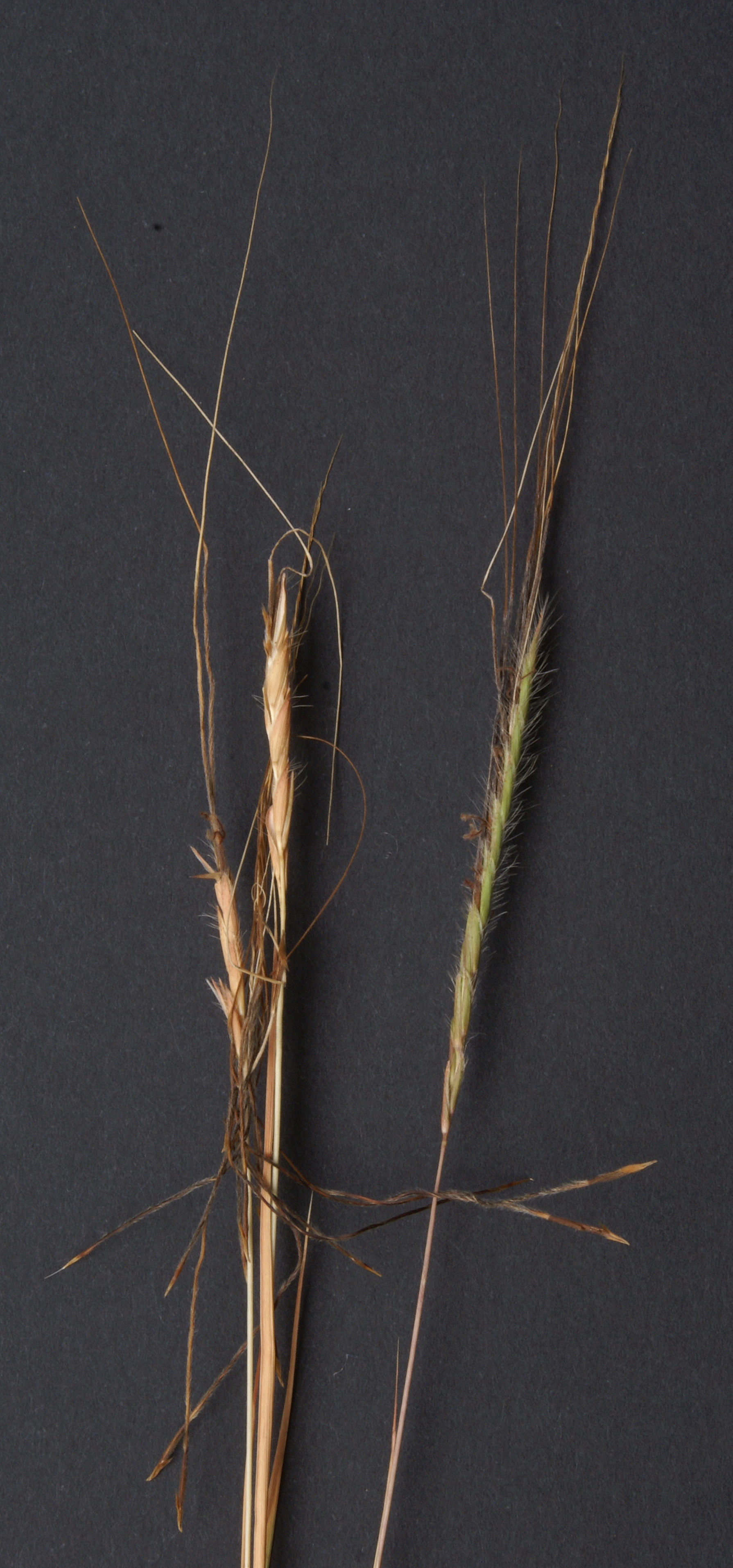
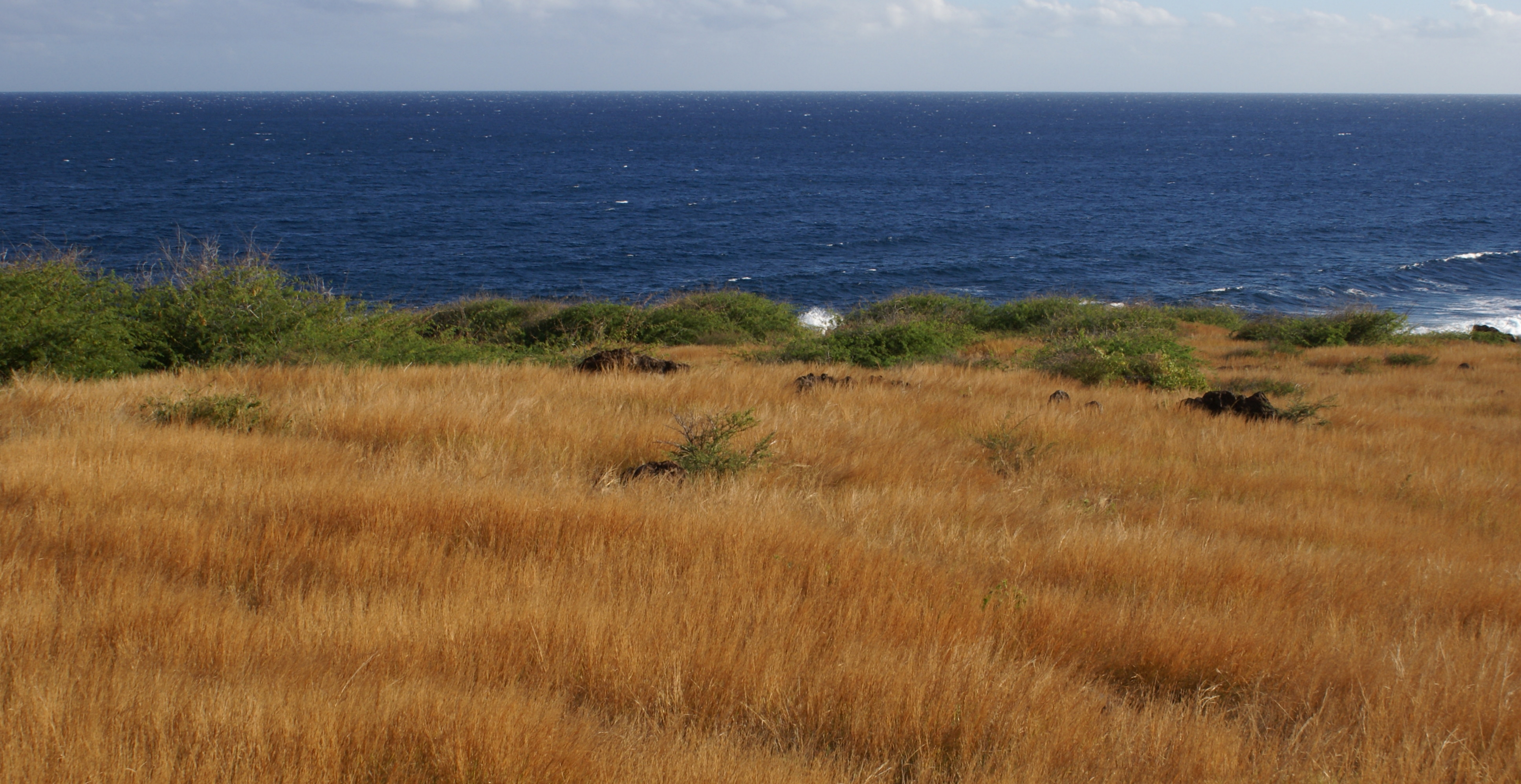
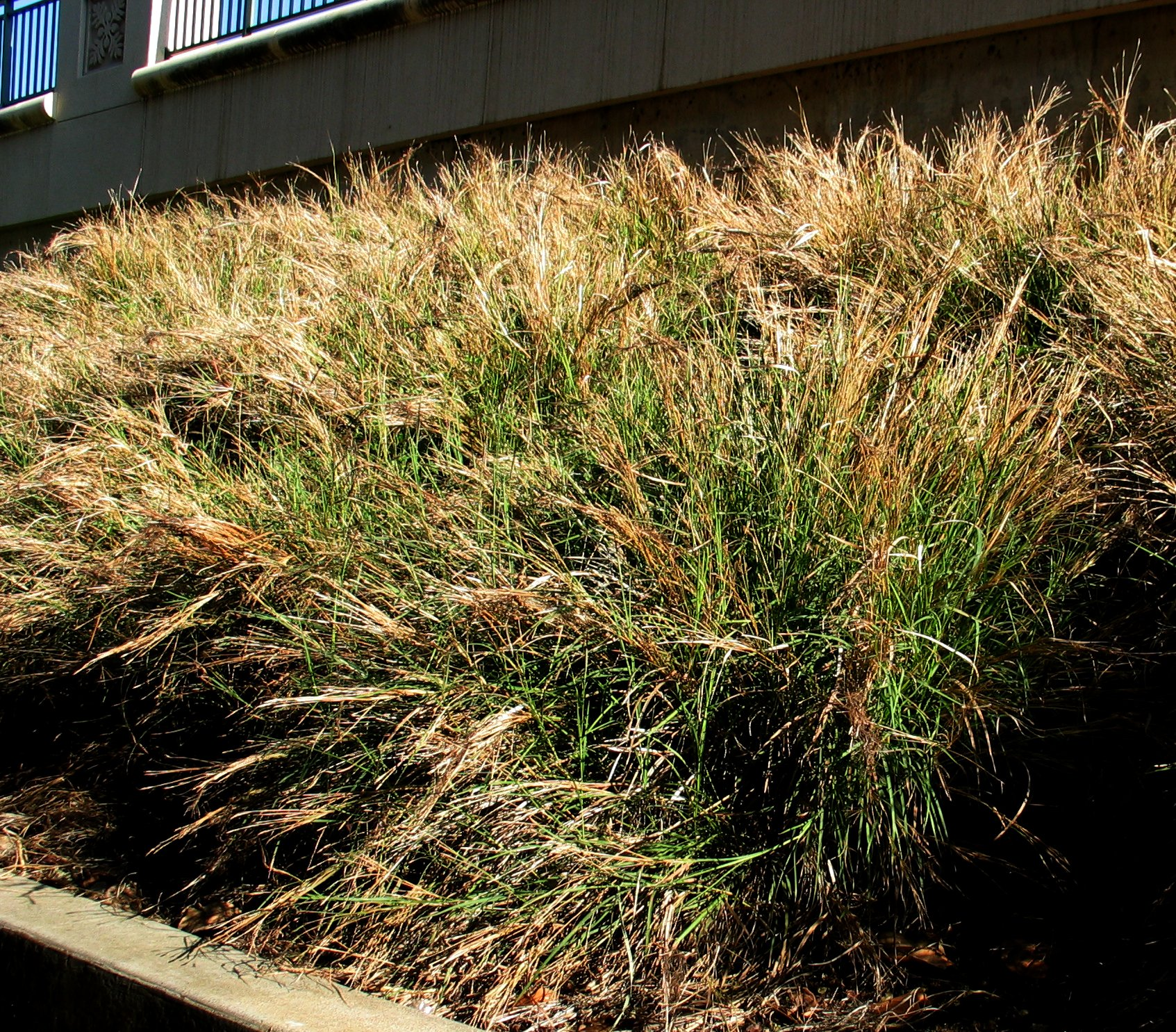
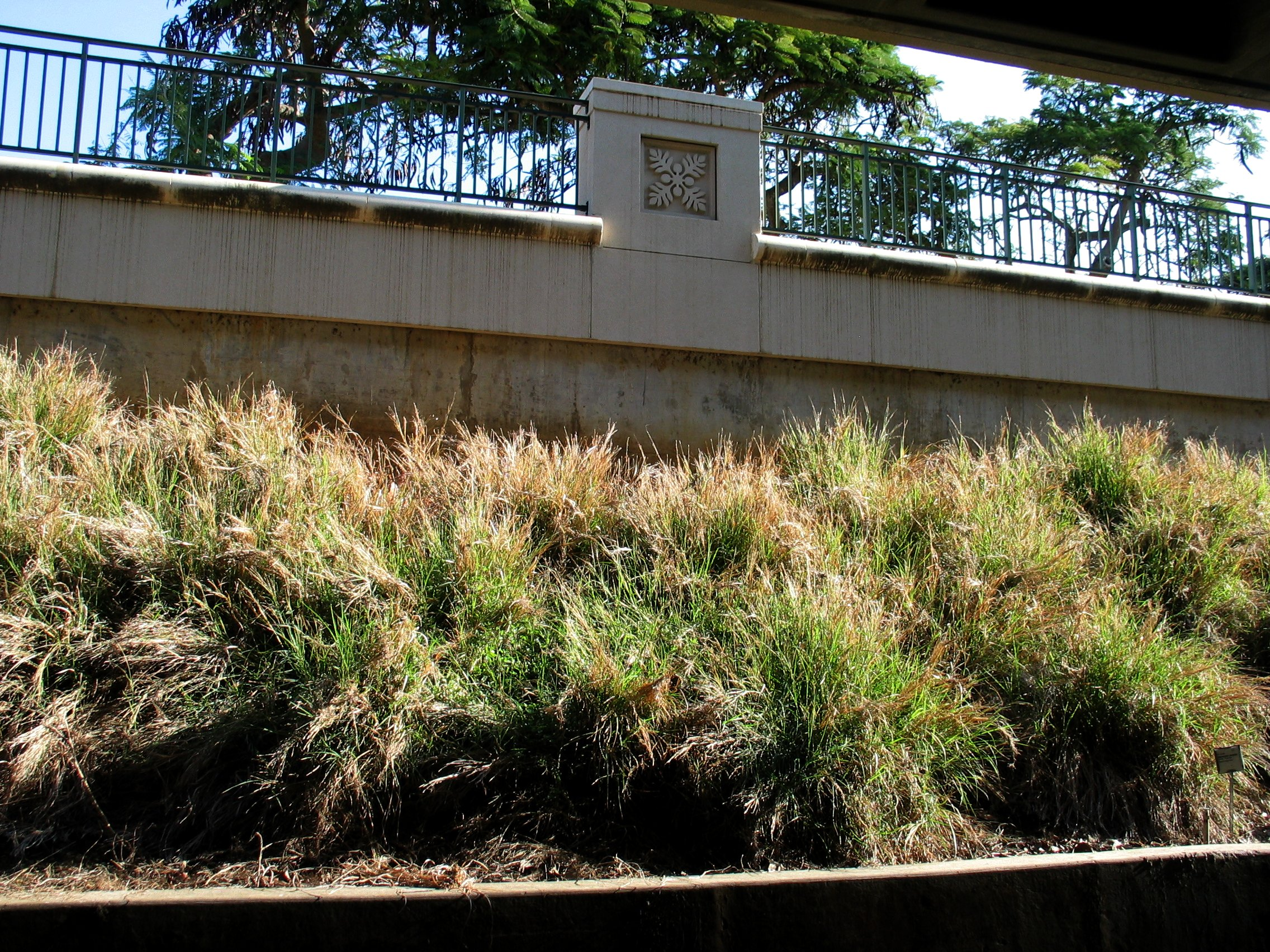